# Libel (település)
Libel település Csehországban, Rychnov nad Kněžnou-i járásban. Libel Synkov-Slemeno, Hřibiny-Ledská, Rychnov nad Kněžnou, Častolovice és Třebešov településekkel határos. Lakosainak száma 177 fő (2024. január 1.).

## Népesség
A település lakosságának változását az alábbi diagram mutatja:
| Lakosok száma | 263  | 284  | 294  | 155  | 115  | 119  | 132  | 159  | 159  | 177  |
|               | 1869 | 1900 | 1921 | 1961 | 1980 | 2011 | 2016 | 2019 | 2021 | 2024 |